# Is This the Life We Really Want?
Is This the Life We Really Want? è il quarto album in studio da solista del musicista rock inglese ed ex leader dei Pink Floyd Roger Waters, uscito il 2 giugno 2017.

## Descrizione
Si tratta del primo disco in studio dopo circa 25 anni: il precedente Amused to Death è uscito nel 1992, mentre nel 2005 l'artista aveva pubblicato l'opera lirica Ça ira.
Il singolo di lancio Smell the Roses è stato diffuso il 20 aprile 2017.

## Copertina
Nel luglio 2017, fu vietata in Italia la vendita delle copie fisiche del disco per un presunto plagio della copertina dell'album, la quale sarebbe molto simile alle opere di Emilio Isgrò, caratterizzate dalla tecnica della cancellatura.

## Accoglienza
| Recensione    | Giudizio |
| ------------- | -------- |
| AllMusic      |          |
| The Observer  |          |
| Pitchfork     | 6,9/10   |
| Rolling Stone |          |

Al momento della sua pubblicazione, Is This the Life We Really Want? fu accolto in modo generalmente favorevole dalla critica. Rolling Stone definì le sonorità dell'album «la quintessenza dei Pink Floyd dopo The Dark Side of the Moon, ma incarnata dalla sua prole».

## Tracce
Testi e musiche di Roger Waters, eccetto dove indicato.
1. When We Were Young – 1:38
2. Déjà Vu – 4:27
3. The Last Refugee – 4:12
4. Picture That – 6:47
5. Broken Bones – 4:57
6. Is This the Life We Really Want? – 5:55
7. Bird in a Gale – 5:31
8. The Most Beautiful Girl In The World – 6:09
9. Smell the Roses – 5:15
10. Wait for Her – 4:56 (Roger Waters, Mahmoud Darwish)
11. Oceans Apart – 1:07
12. A Part of Me Died – 3:12

## Formazione
- Roger Waters – voce, chitarra acustica, basso
- Nigel Godrich – tastiera, chitarra, effetti, arrangiamenti
- Gus Seyffert – chitarra, tastiera, basso
- Jonathan Wilson – chitarra, tastiera
- Roger Joseph Manning Jr. – tastiera
- Lee Padroni – tastiera
- Joey Waronker – batteria
- Jessica Wolfe – voce
- Holly Laessig – voce

## Classifiche
| Classifica (2017) | Posizione massima |
| ----------------- | ----------------- |
| Australia         | 7                 |
| Austria           | 3                 |
| Belgio (Fiandre)  | 2                 |
| Belgio (Vallonia) | 1                 |
| Canada            | 4                 |
| Danimarca         | 2                 |
| Finlandia         | 9                 |
| Francia           | 2                 |
| Germania          | 3                 |
| Irlanda           | 8                 |
| Italia            | 2                 |
| Italia (vinili)   | 1                 |
| Norvegia          | 1                 |
| Nuova Zelanda     | 2                 |
| Paesi Bassi       | 2                 |
| Polonia           | 1                 |
| Portogallo        | 3                 |
| Regno Unito       | 3                 |
| Repubblica Ceca   | 1                 |
| Scozia            | 1                 |
| Spagna            | 5                 |
| Stati Uniti       | 11                |
| Svezia            | 3                 |
| Svizzera          | 1                 |
| Ungheria          | 8                 |